# جوزيف س. رايت
جوزيف س. رايت (بالإنجليزية: Joseph C. Wright)‏ هو مصمم إنتاجي أمريكي، ولد في 19 أغسطس 1892 في شيكاغو في الولايات المتحدة، وتوفي في 24 فبراير 1985 في أوسيانسيدي في الولايات المتحدة.

## وصلات خارجية
- جوزيف س. رايت على موقع IMDb (الإنجليزية)
- جوزيف س. رايت على موقع أول موفي (الإنجليزية)
- جوزيف س. رايت على موقع قاعدة بيانات الفيلم (الإنجليزية)